# 富士信仰

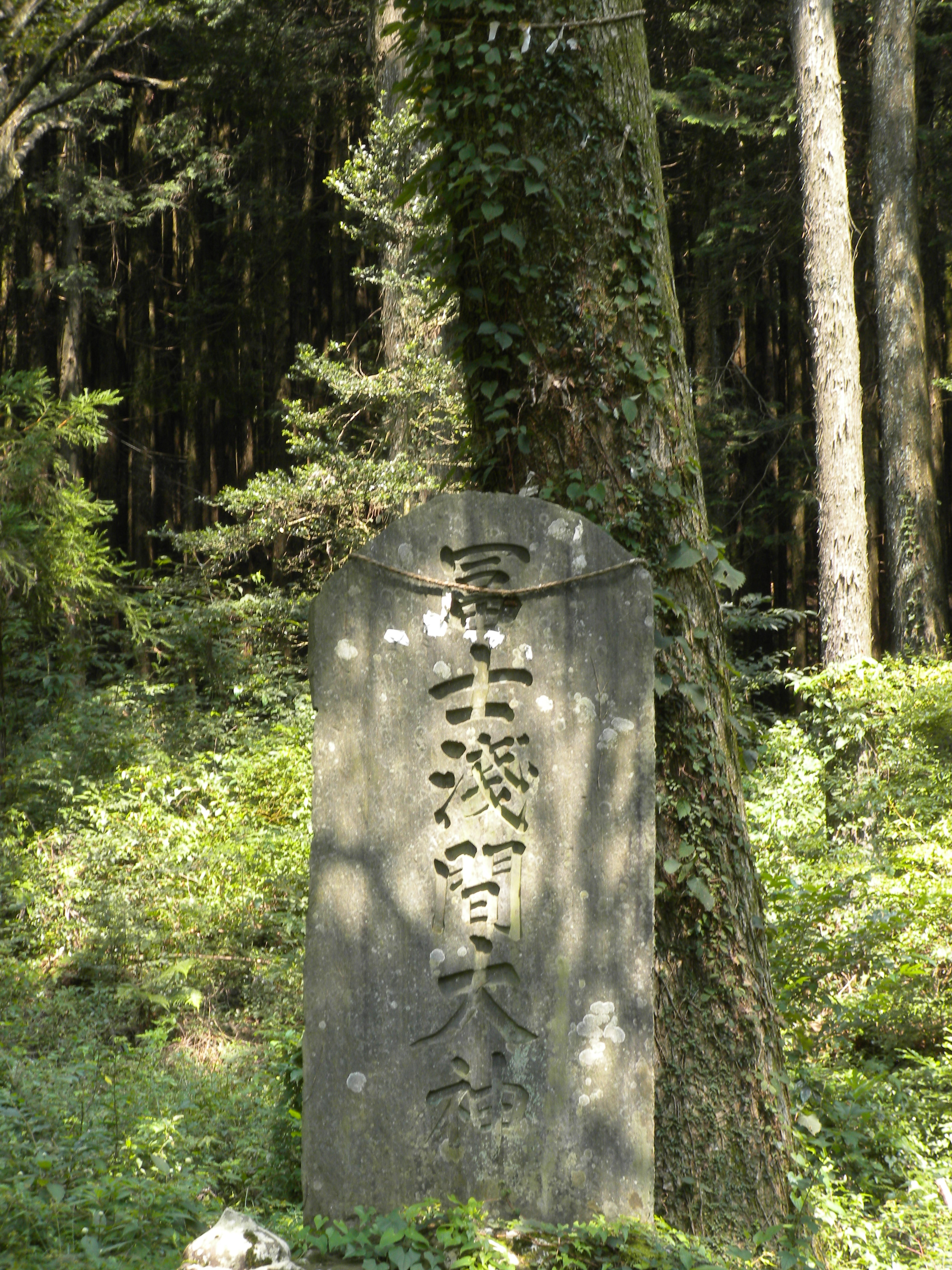
浅間大菩薩の御在所とされた人穴の上部にある石碑（人穴富士講遺跡）

富士信仰（ふじしんこう）は、富士山の神に対する神祇信仰。山岳信仰の1つ。

## 概要

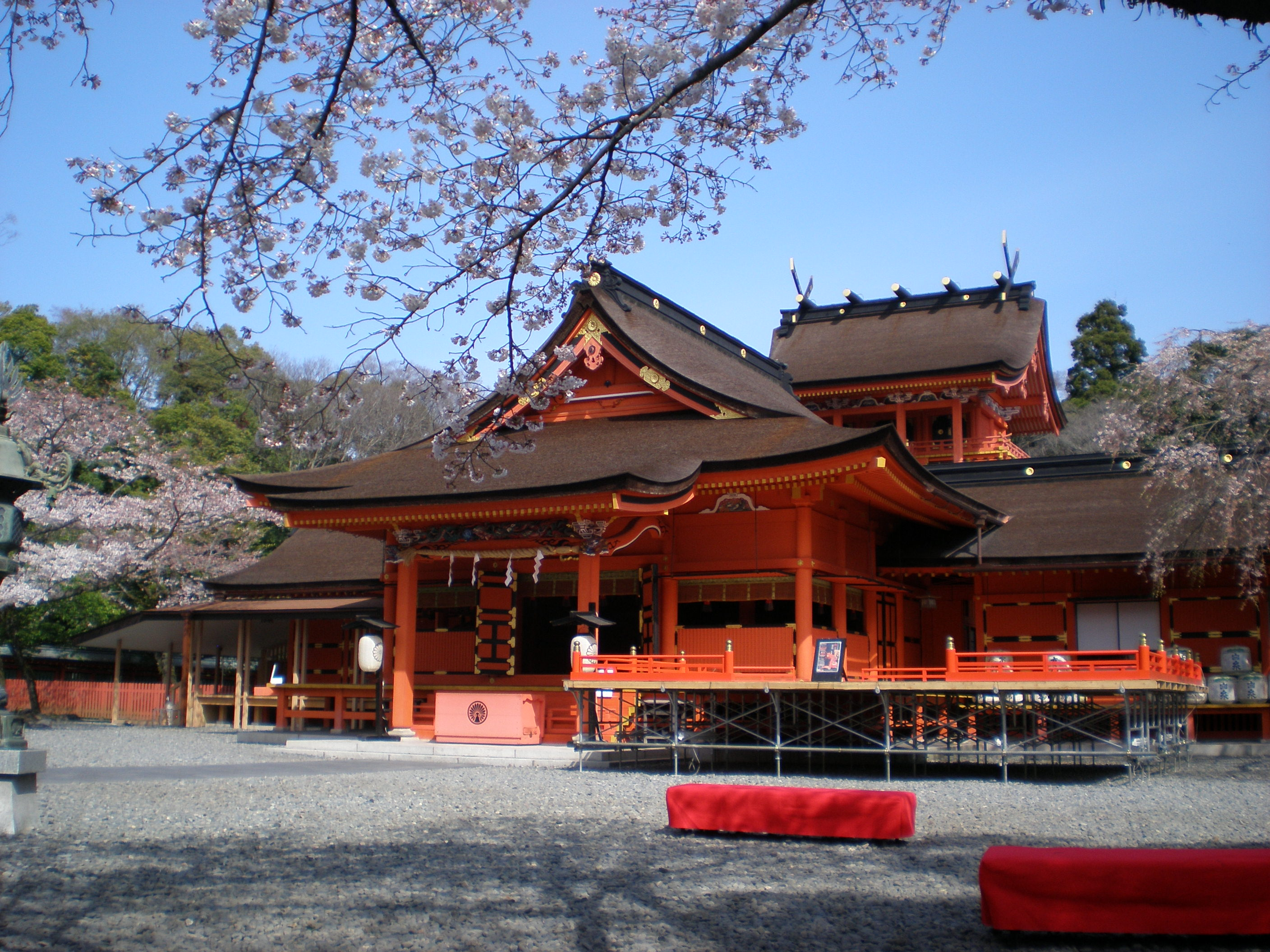
富士山本宮浅間大社

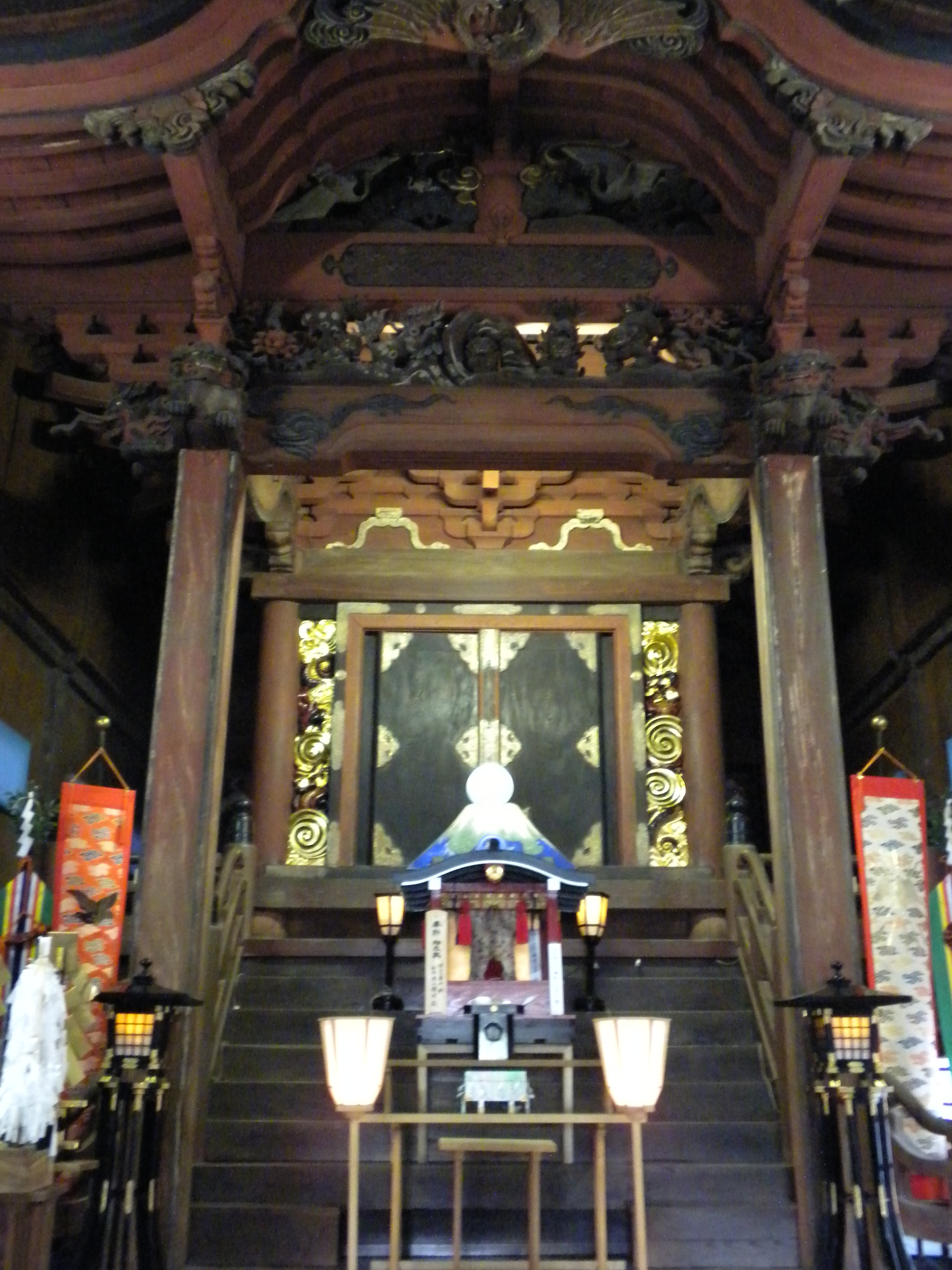
冨士山下宮小室浅間神社。富士山を拝する形態がみられる。

富士信仰は、富士山そのものを神と見立てるなど、何らかの形で富士山を信仰・崇拝の対象とすることであり、代表的なものとして、浅間信仰（せんげんしんこう。富士浅間信仰とも）がある。その他、著名なものに村山修験や富士講などがある。
富士信仰史の流れを大まかに分けると、富士の山神（『常陸国風土記』では「福慈神」、『万葉集』では「霊母屋神香聞」、都良香の『富士山記』では「浅間大神」）を祀り拝むための社殿が営まれ始めた原初的山岳信仰の時代、仏教が流入し従来の神祀思想と習合した山林仏教として発達し、富士山登拝を目的とした富士道者と言われる山岳修行者が現れる霊山信仰的性格の時代、平安末期から組織体系化が進んだ山岳修行者たちによる修験霊場的性格の時代、南北朝・室町期から高まっていった一般庶民らによる富士山登拝を目的とした富士講・富士行人の時代、幕末明治期以降の教派神道の時代となる。

## 浅間信仰
ここでは特に浅間信仰について詳述する。古くに富士そのものを崇拝の対象にする思想が生まれ、山麓の諸地方に富士の山神である浅間大神を奉納祭祀する神社が設立されるようになった。浅間信仰とはそれに端を発する信仰である。
浅間信仰の核となる浅間神社は、富士山の神霊として考えられている浅間大神を祀る神社である。静岡県および山梨県を中心として全国に約1300社の（富士神社）が分布する。富士山8合目以上の大半の境内（詳細は富士山本宮浅間大社にて）とする富士山本宮浅間大社（静岡県富士宮市）を総本宮としている。なお富士山本宮浅間大社の元宮とされる富士山本宮山宮浅間神社は、社殿を持たない形式の神社であり、富士信仰の祭祀形態を持つ神社として希少である。
浅間大神は、木花咲耶姫命のことだとされるのが一般的である。浅間神社の祭神がコノハナノサクヤビメとなった経緯としては、コノハナノサクヤビメの出産に関わりがあるとされ、火中出産から「火の神」とされることがある。ただし、富士山本宮浅間大社の社伝では火を鎮める「水の神」とされている。しかし、いつ頃から富士山の神が木花開耶姫命とされるようになったかは明らかではない。多くの浅間神社のなかには、木花咲耶姫命の父神である大山祇神や、姉神である磐長姫命を主祭神とする浅間神社もある。浅間神社の中には、浅間造と呼ばれる特殊な複合社殿形式を持つものもある。浅間大神は神仏習合によって、浅間大菩薩と呼ばれることもある。
富士山はしばしば噴火をして山麓付近に住む人々に被害を与えていた。そのため噴火を抑えるために、火の神または水徳の神であるとされた木花咲耶姫を神体として勧請された浅間神社も多い。

### 浅間の語源
浅間神社の語源については諸説ある。
- 「あさま」は火山を示す古語であるとする説。
- 「浅間」は荒ぶる神であり、火の神である。江戸時代に火山である富士山と浅間山は一体の神であるとして祀ったとする説。
- 「浅間」は阿蘇山を意味しており、九州起源の故事が原始信仰に習合した結果といわれている。
- 「アサマ」とは、アイヌ語で「火を吹く燃える岩」または「沢の奥」という意味がある。また、東南アジアの言葉で火山や温泉に関係する言葉である。例えばマレー語では、「アサ」は煙を意味し「マ」は母を意味する。その言葉を火山である富士山にあてたとする説。
- 坂上田村麻呂が富士山本宮浅間大社を現在地に遷宮した時、新しい社号を求めた。この時、浅間大社の湧玉池の周りに桜が多く自生していた。そのため同じく桜と関係の深い伊勢の皇大神宮の摂社である朝熊神社を勧請した。この朝熊神社を現地の人々が「アサマノカミノヤシロ」と呼んでいたため、その名を浅間神社にあてたとする説。

## 歴史

### 富士信仰の成立
富士山が立地する地域周辺には千居遺跡（静岡県富士宮市）や牛石遺跡（山梨県都留市）など、縄文時代後晩期の祭祀遺跡が複数発掘されている。これらの遺跡には配石遺構（ストーンサークル）を伴う特徴があり、富士信仰に関わるものではないかと学術的に考える意見が存在する。これが正しいとすると、少なくとも縄文時代以前には富士信仰の原型があったこととなる。
富士山が民衆の信仰を集めるに至るには、登山の大衆化が大きな要素としてある。富士山の登山の記録として古いものでは、役行者の登山がある。
『日本現報善悪霊異記』には「夜往駿河、富岻嶺而修。」とあり、役行者と富士山との関係がうかがえ、平安時代前期の官僚貴族で学者の都良香の著とされる『富士山記』には「昔役の居士といふもの有りて、其の頂きに登ることを得たりと。」とあり、役行者と富士山を結びつける記述は多く見られる。
「富士山開山の祖」とされる人物に末代上人がいる。『本朝世紀』（信西編）に「是即駿河国有一上人。號富士上人、其名稱末代、攀登富士山、已及数百度、山頂構佛閣、號之大日寺。」とあり、富士山頂に大日寺を建てたことが記されている。このような行為は信仰からなると考えられ、富士信仰の大きな機転であった。また末代は修験道を組織した人物とも考えられ、富士信仰の変移に大きく関わる人物である。
平安時代成立の『地蔵菩薩霊験記』（実睿撰）には「末代上人トゾ云ケル。彼の仙駿河富士ノ御岳ヲ拝シ玉フニ。（中略）ソノ身ハ猶モ彼ノ岳ニ執心シテ、麓ノ里村山ト白ス所ニ地ヲシメ …」とあり、末代上人と村山の関係がうかがえ、末代が村山修験を成立させたと考えられている。村山修験は、民衆によるまとまった形の富士信仰の例として最も早い。
他にも平安時代末期の『梁塵秘抄』（後白河法皇編）には「四方の霊験所は、（中略）駿河の富士の山、（中略）の道場と聞け…」とあり、少なくとも平安時代末期には既に富士山が信仰の対象となっていたことが分かっている。

### 浅間大神の神階奉授
『日本文徳天皇実録』（藤原基経ほか編）に「以駿河國浅間神預於名神」とあり、仁寿3年（853年）に浅間神は名神に列した。
また『日本三代実録』（藤原時平ほか編）に「駿河国従三位浅間神正三位」とあり、貞観1年（859年）には正三位の位階を与えられ昇進している。
また同じく『日本三代実録』（藤原時平ほか編）に「富士郡の正三位浅間大神の大山」とあり、これらの記録から噴火活動を抑えるために律令国家の手により「浅間神」が祭祀されるようになったと考えられている。これが現在の富士山本宮浅間大社である。このように、先ず駿河国に富士山に関する神祠が成立したと考えられている。
『日本三代実録』の貞観6年（864年）8月の報告に「下知甲斐國司云、駿河國富士山火、彼国言上、決之蓍龜云、浅間名神禰宜祝等、不勤斎敬之所致也。」とある。このことから駿河国に既に「浅間明神」を祀る禰宜や祝が存在していたことが分かる。
貞観7年（865年）12月の報告に「甲斐国八代郡立浅間明神祠、列於官社、即置祝禰宜、随時致祭。」とある。これを転機として甲斐国側にも浅間神社が建立されることとなる。このように噴火への危惧などから徐々に浅間信仰は拡大していくこととなる。
なお「浅間神」・「浅間大神」・「浅間明神」など、呼び名には時代や記録により差異が認められる。

### 修験道との関係
『義経記』（作者不詳）には「山伏の行逢ひて、一乗菩提の峯、釈迦嶽の有様、八大金剛童子のごしんさし、富士の峯、山伏の祈義などを問ふ時は、誰かきらきらしく答へて通るべき…」とあり、富士山と修験道の関係が世に知られていたことが分かる。

## 富士信仰に関わる神社
- 駒込富士神社(東京都文京区本駒込） - 最も古い富士講組織の1つがあり、町火消により組織された。初夢で有名な「一富士、二鷹、三茄子」は、この駒込富士神社に由来すると近年流布されているが、それを裏付ける資料は存在しない。この近年流布される由来説では、神社周辺に鷹匠屋敷があった事、駒込茄子が名産物であった事によるとしている。

## その他
富士信仰とは、直接の関係はないが、日蓮宗富士門流（日興門流）も富士山に拠点を置いている。宗祖日蓮の「富士山に本門の戒壇を建立すべきものなり（要旨）」との遺命に基づき、富士山麓に大石寺が建立されている。その他にも、日蓮の高弟日興およびその弟子たちによって有力な寺院・宗派が開設されており、上条大石寺、北山本門寺、西山本門寺、小泉久遠寺、下条妙蓮寺を総称して富士五山と呼ばれる。
富士信仰とは直接の関わりはないが、やはり現在においても富士山は宗教的な聖地と見なされることが多い。白光真宏会、オウム真理教、法の華三法行のように、活動拠点を置くなどする新宗教教団が存在する。

## 富士信仰を題材とした文学作品
・富士に死す（新田次郎）ISBN 4167112299
・小説 咲夜姫（山口歌糸）ISBN 4783880204